# Триколичь
Триколичь (рум. Tricolici) — село в Каушанском районе Молдавии. Наряду с сёлами Бакчалия, Флорика и Плоп входит в состав коммуны Бакчалия.

## География
Село расположено на высоте 127 метров над уровнем моря.

## Население
По данным переписи населения 2004 года, в селе Триколичь проживает 69 человек (28 мужчин, 41 женщина).
Этнический состав села:
| Национальность | Число жителей | Процентный состав |
| -------------- | ------------- | ----------------- |
| украинцы       | 35            | 50.72             |
| молдаване      | 25            | 36.23             |
| русские        | 9             | 13.04             |
| Всего          | 69            | 100%              |